# Anpassad studiegång
Anpassad studiegång är en ändring av timplanen för grundskoleelever i Sverige, så att en individ kan få fler eller färre undervisningstimmar än vad som normalt ges under det aktuella skolåret. Detta sker endast i särskilda fall, då detta bedöms vara nödvändigt för den enskilda eleven.
Anledningen till att en elev får anpassad studiegång kan till exempel vara inlärningssvårigheter, dyslexi eller skoltrötthet. Om det blir aktuellt med en anpassad studiegång för en elev reduceras ett eller flera ämnen bort från schemat, i grundskolans senare år och på gymnasiet kan även skolgången varvas med praktik. Beslut om anpassad studiegång bör ske i samråd med vårdnadshavare, rektor, och klasslärare/mentor.
Skollagens skrivning avseende anpassad studiegång följer:
| ”                              | Om det särskilda stödet för en elev i grundskolan, grundsärskolan, specialskolan eller sameskolan inte i rimlig grad kan anpassas efter elevens behov och förutsättningar, får ett beslut enligt 7§ innebära avvikelser från den timplan samt de ämnen och mål som annars gäller för utbildningen (anpassad studiegång). Rektorn ansvarar för att en elev med anpassad studiegång får en utbildning som så långt det är möjligt är likvärdig med övrig utbildning i den aktuella skolformen. | „ |
| – Skollag (2010:800) 3.kap §12 | |   |